# Sieć zastawna
Sieć zastawna (sieć stawna) — rodzaj sieci rybackich o kształcie prostokąta. Górna część sieci jest umocowana do linki z pływakami, zaś część dolna jest obciążona ciężarkami (grzęzami). Dzięki temu sieć tworzy w toni wodnej pionową ścianę. Końce linek są zakotwiczane, zaś umiejscowienie sieci pokazują chorągiewki, umocowane do linek kotwicznych.
Do sieci zastawnych zalicza się m.in.:
- manca,
- neta,
- wonton.